# Лещинский, Михаил Борисович
Михаи́л Бори́сович Лещи́нский (16 апреля 1945 — 8 августа 2018) — советский, российский тележурналист, документалист и политический обозреватель Гостелерадио СССР.

## Биография
Работал в Гостелерадио СССР — ведущим программы «Служу Советскому Союзу», в течение 4 лет — собственным корреспондентом Центрального телевидения СССР в Афганистане, политобозревателем Центрального телевидения. Освещал войну в Афганистане.
В 1992—1994 годы — руководитель военного отдела РГТРК «Останкино», замдиректора студии «Публицист». С 1994 года — ведущий еженедельной программы «Полигон» («Останкино», затем ОРТ).
Член Комитета по делам воинов-интернационалистов при Совете глав правительств Содружества Независимых Государств.
Ушел из жизни в ночь на среду 8 августа 2018 года. Причиной смерти, по предварительной информации, стал сердечный приступ. Прощание с ним состоялось 10 августа.

### Семья
Жена — Петрова, Ада Викторовна (19.4.1939 — 28.11.2017), автор цикла документальных фильмов «Мальцев из деревни Мальцево», лауреат Государственной премии РСФСР имени братьев Васильевых (1981).

## Творчество
Более 40 лет работал в области радио- и теледокументалистики. Выпустил сотни репортажей о важнейших событиях в стране и за рубежом, десятки циклов авторских программ (с середины 1990-х — на собственной телекомпании).
Создал документальные фильмы:
- «Зоя Фёдорова. Неоконченная трагедия»,
- «Кодекс Хаммера» (в соавторстве с А. В. Петровой),
- «Вайнахи — между прошлым и будущим»[9],
- «Дворцовые тайны Кабула» (об обстоятельствах убийства Х. Амина),
- «Операция Атилла» (истории похищения Адольфа Эйхмана),
- «За кулисами войны» (о роли внешней разведки в годы Второй мировой)[8].
- «Афганистан. Спрятанная война» (2014, НТВ)

Роли в кино
- 1981 Ответный ход — камео
- 1986 Мостик — камео

Сценарист
- 1984 Стратегия победы
  - фильм № 3 — От стен Москвы
  - фильм № 10 — На главном направлении
- 1991 Афганский излом[2]

Продюсер
- 1994 Стратегия победы (перевыпуск)
- 1995 Адольф — Казнь после смерти

### Избранные сочинения
- Петрова А. В., Лещинский М. Б. Дочь Сталина: Последнее интервью // Дочь Сталина. Светлана Алилуева. Последнее интервью : [сб.]. — М.: Алгоритм, 2013. — 301 с. — (Наследие кремлёвских вождей). — 4500 экз. — ISBN 978-5-4438-0346-3
- Петрова А. В., Лещинский М. Б. Куда исчез Гитлер : военные тайны XX века. — М.: Алгоритм, 2012. — 253+2 с. — (Тайный архив XX века). — 2500 экз. — ISBN 978-5-4438-0102-5

## Награды
- Орден Красной Звезды (29 сентября 1988)[10].
- Премия Союза журналистов — за очерки и фильмы о войне в Афганистане[2]
- Орден Дружбы (23 ноября 2009)[2].
- Почётная грамота Президента Российской Федерации (16 ноября 2011) — за большие заслуги в развитии отечественного телерадиовещания и многолетнюю плодотворную деятельность[11]